# Siouville-Hague
 Siouville-Hague  es una población y comuna francesa, situada en la región de Baja Normandía, departamento de Mancha, en el distrito de Cherbourg-Octeville y cantón de Les Pieux.

## Demografía[3]
| 664 | 611 | 851 | 750 | 792 | 780 | 750 | 736 | 697 | 645 | 665 | 619 | 609 | 598 | 534 | 521 | 476 | 445 | 503 | 419 | 381 | 388 | 395 | 402 | 417 | 440 | 462 | 427 | 471 | 821 | 996 | 995 | 1079 |
| Para los censos de 1962 a 1999 la población legal corresponde a la población sin duplicidades (Fuente: INSEE [Consultar]) |     |     |     |     |     |     |     |     |     |     |     |     |     |     |     |     |     |     |     |     |     |     |     |     |     |     |     |     |     |     |     |      |